# Đỗ Hồng
Đỗ Hồng (杜洪, ? - 905) là một quân phiệt vào cuối thời nhà Đường. Ông kiểm soát Vũ Xương từ năm 886 đến năm 905. Năm 905, ông chiến bại trước Dương Hành Mật, bị bắt giữ và xử tử.

## Đoạt lấy Vũ Xương
Đỗ Hồng là người Ngạc châu- thủ phủ của Vũ Xương quân, khi còn nhỏ là một diễn viên kịch. Cuối những năm Càn Phù (874-879) thời Đường Hy Tông, khi đế chế chìm đắm trong các cuộc khởi nghĩa nông dân, Ngạc châu thứ sử Thôi Thiệu (崔紹) mộ những người dân khỏe mạnh vào "thổ đoàn quân" để phòng thủ quân nổi dậy tiến công, cuối cùng phát triển thành một đội quân đông đảo, Đỗ Hồng trở thành một châu tướng.
Lộ Thẩm Trung (路審中) được triều đình bổ nhiệm cai quản Hàng châu, song không được quân phiệt Tiền Lưu cho nhậm chức; do đó Lô Thẩm Trung tạm trú tại Hoàng châu thuộc Vũ Xương. Khi hay tin Thôi Thiệu qua đời vào năm 884, Lô Thẩm Trung mộ 3.000 người tiến chiếm Ngạc châu. Sau đó, Nha tướng Đỗ Hồng trục xuất Nhạc châu thứ sử, tự tuyên bố là người kế nhiệm.
Năm 886, thủ lĩnh nổi dậy Chu Thông (周通) tiến công Ngạc châu, Lô Thẩm Trung bỏ Ngạc châu mà chạy trốn. Đỗ Hồng nhân thời cơ này, đem quân tiến vào Ngạc châu và xưng là Vũ Xương lưu hậu, sau đó được Đường Hy Tông chính thức bổ nhiệm.

## Cai quản Vũ Xương quân
Mặc dù được triều đình bổ nhiệm làm lưu hậu, Đỗ Hồng lại liên kết với quân phiệt- Tuyên Vũ tiết độ sứ Chu Toàn Trung, ngăn cản các quân ở phía đông nam mà không liên kết với Chu Toàn Trung khi họ đi qua Vũ Xương để đến nộp cống phẩm cho triều đình Trường An.
Tháng 3 ÂL năm 894, Hoàng châu thứ sử Ngô Thảo (吳討) đem châu hàng Hoài Nam tiết độ sứ Dương Hành Mật- đối thủ của Chu Toàn Trung. Đáp lại, Đỗ Hồng tiến công Ngô Thảo, mặc dù Dương Hành Mật khiển Chu Diên Thọ (朱延壽) đem quân đến cứu Ngô Thảo, song Ngô Thảo vẫn lo sợ rồi quyết định đầu hàng hoàn toàn Dương Hành Mật. Dương Hành Mật khiển (瞿章) đi tiếp quản Hoàng châu và phòng thủ trước Đỗ Hồng.
Lo sợ Dương Hành Mật bành trướng, vào năm 896, Đỗ Hồng cùng Trấn Hải tiết độ sứ Tiền Lưu và Trấn Nam tiết độ sứ Chung Truyền đều cầu viện Chu Toàn Trung. Chu Toàn Trung khiển Chu Hữu Cung (朱友恭) tiến về phía nam, song có vẻ như Chu Hữu Cung không dám quá mạo hiểm.
Năm 897, theo chiếu chỉ của Đường Chiêu Tông, Dương Hành Mật tiến công Đỗ Hồng, Đỗ Hồng cầu viện Chu Toàn Trung. Chu Toàn Trung khiển Niếp Kim (聶金) tập kích Tứ châu của Hoài Nam và khiển Chu Hữu Cung tiến công Hoàng châu. Niếp Kim bỏ Hoàng châu và đem sĩ dân đi về phía nam, đến Vũ Xương trại. Sau đó, Chu Hữu Cung chiếm được Vũ Xương trại, bắt được Niếp Kim, đoạt lấy Hoàng châu.
Năm 903, Dương Hành Mật bổ nhiệm Thăng châu thứ sử Lý Thần Phúc (李神福) làm Ngạc-Nhạc hành doanh chiêu thảo sứ, Thư châu đoàn luyện sứ Lưu Tồn (劉存) làm phó, đem quân tiến công Đỗ Hồng. Đầu tiên, Lý Thần Phúc công chiếm huyện Vĩnh Hưng của Ngạc châu. Sau đó, Lý Thần Phúc bao vây thành Ngạc châu, Đỗ Hồng cầu viện Chu Toàn Trung. Chu Toàn Trung khiển Hàn Kình (韓勍) đêm 1 vạn quân đến Nhiếp Khẩu), cũng khiển sứ giả đến chỗ Kinh Nam tiết độ sứ Thành Nhuế (成汭), Vũ An tiết độ sứ Mã Ân, và Vũ Trinh tiết độ sứ Lôi Ngạn Uy (雷彥威), thuyết phục họ cứu viện Đỗ Hồng. Thành Nhuế lo sợ trước sức mạnh của Chu Toàn Trung, cũng muốn mở rộng lãnh địa, quyết định đem thủy binh từ Kinh châu đi cứu Đỗ Hồng, song Mã Ân và Lôi Ngạn Cung lại thừa cơ công chiếm Kinh châu, Thành Nhuế sau đó chiến bại trước Lý Thần Phúc. Thành Nhuế nhảy xuống sông tự sát, Hàn Kình cũng triệt thoái, Đỗ Hồng nay không còn viện binh. Tuy nhiên, do Ninh Quốc tiết độ sứ Điền Quân và Nhuận châu đoàn luyện sứ An Nhân Nghĩa (安仁義) quay sang phản lại Dương Hành Mật, Dương Hành Mật yêu cầu Lý Thần Phúc chuyển mục tiêu sang Điền Quân.

## Bại trận bị giết
Năm 904, sau khi tiêu diệt Điền Quân, Dương Hành Mật lại khiển Lý Thần Phúc tiến công Vũ Xương. Chu Toàn Trung khiển sứ giả đến chỗ Dương Hành Mật, tìm cách can thiệp giúp Đỗ Hồng, Dương Hành Mật đáp rằng sẽ chỉ làm vậy nếu Đường Chiêu Tông trở về Trường An (Chu Toàn Trung đương thời kiểm soát Hoàng đế). Cũng trong năm 904, khi Lý Thần Phúc lâm bệnh, Dương Hành Mật khiển Lưu Tồn thay thế ông ta tiếp tục bao vây Ngạc châu. Đến mùa xuân năm 905, Chu Toàn Trung khiển Tào Diên Tộ (曹延祚) đem binh giúp Đỗ Hồng thủ Ngạc châu, song ngay sau đó Lưu Tồn hạ được thành và bắt giữ Đỗ Hồng cùng Tào Diên Tộ, giải họ đến Dương châu. Khi Dương Hành Mật hỏi Đỗ Hồng rằng tại sao không đầu hàng, Đỗ Hồng đáp: "Không nỡ phụ Chu công." Dương Hành Mật sau đó cho xử chém Đỗ Hồng cùng Tào Diên Tộ trên đường phố Dương châu.